# Nová naděje (politická strana)
Nová naděje (hebrejsky תִּקְוָוה חֲדָשָׁה‎, Tikva chadaša), oficiálně známá jako Nová naděje - Jednota pro Izrael (hebrejsky תִּקְוָוה חֲדָשָׁה אַחְדוּת לְיִשְׂרָאֵל‎) je středopravicová až pravicová konzervativní a národně liberální politická strana v Izraeli.

## Historie
Stranu založil bývalý člen Likudu a bývalý ministr Gid'on Sa'ar 8. prosince 2020, přičemž následně 9. prosince podal rezignaci na členství v Knesetu. Ve stejný den oznámili členové strany Derech erec Jo'az Hendel a Cvi Hauser, že vstoupí do Nové naděje. Později se k nim přidali i členové Likudu Jif'at Saša-Biton, Michal Šir, Sharren Haskelová a Ze'ev Elkin. Me'ir Jicchak Halevi vstoupil do strany 28. prosince. Benny Begin a Dani Dajan vstoupili do strany 21. ledna 2021 a Hila Vazan 31. ledna.
Strana podepsala 4. ledna 2021 s Jaminou dohodu o přebytku hlasů.
V březnu 2025 Sa'ar podepsal dohodu o splynutí své strany Nová naděje zpět do Likudu, s účinností při následujících volbách. V srpnu 2025 byl ústředním výborem Likudu schválen Sa'arův návrat do strany.

## Politika

### Finanční politika
Strana podporuje částečně smíšenou ekonomiku se silným (částečně dotovaným) kapitalistickým zaměřením. Prosazuje rozšíření technologického sektoru a izraelské infrastruktury a podporuje snížení byrokracie v zemi. Na druhé straně podporuje rozšíření izraelské záchranné sociální sítě a také dotace pro malé podniky.

### Vládní reforma
Nová naděje podporuje omezení funkčního období a navrhuje omezit funkční období předsedy vlády na osm let.

## Předsedové
| Předseda | Předseda     | Nástup do úřadu | Konec v úřadu |
| -------- | ------------ | --------------- | ------------- |
|          | Gid'on Sa'ar | 2020            | Úřadující     |

## Výsledky voleb
| Volby | Předseda     | Hlasy   | %    | Počet křesel | Vláda   |
| ----- | ------------ | ------- | ---- | ------------ | ------- |
| 2021  | Gid'on Sa'ar | 209 137 | 4,74 | 6 / 120      | koalice |

## Členové Knessetu
| Kneset | Členové | Počet křesel |
| ------ | --- | ------------ |
| 24.    | Gid'on Sa'ar, Jif'at Saša-Biton, Ze'ev Elkin, Jo'az Hendel, Sharren Haskelová, Benny Begin, Me'ir Jicchak Halevi, Michal Šir, Cvi Hauser | 6            |